# Scituloglaucytes santaecrucis
Scituloglaucytes santaecrucis är en skalbaggsart som först beskrevs av Heller 1935.  Scituloglaucytes santaecrucis ingår i släktet Scituloglaucytes och familjen långhorningar. Inga underarter finns listade i Catalogue of Life.